# Король Артур: Легенда меча
«Король Артур: Легенда меча» (англ. «King Arthur: Legend of the Sword») — американсько-австралійський пригодницький фільм-фентезі, знятий Гаєм Річі. Прем'єра стрічки в Україні відбулася 11 травня 2017 року, в Китайському театрі TCL (США) 8 травня 2017 року, в решті США — 12 травня. Фільм розповідає про молодого Артура, який приєднується до руху опору та об'єднує навколо себе людей, щоби разом повалити тирана Вортігерна, який убив його батьків і захопив трон.

## У ролях
| Актор               | Роль                |
| ------------------- | ------------------- |
| Чарлі Ганнем        | Король Артур        |
| Астрід Берже-Фрісбі | Гвіневера           |
| Джимон Гонсу        | Бедівер             |
| Ейдан Гіллен        | Білл                |
| Мікаел Персбрандт   | Сивобородий         |
| Джуд Лоу            | Вортігерн           |
| Кеті Мак-Грат       | Ельза               |
| Ерік Бана           | Утер Пендрагон      |
| Аннабелль Волліс    | Меггі               |
| Фредді Фокс         | Рубіо               |
| Майкл Мак-Елхеттон  | Око Джека           |
| Міллі Бреді         | Принцеса Катя       |
| Девід Бекхем        | лицар Тріггер       |
| Герміона Корфілд    | сирена              |
| Кінгслі Бен-Адір    | Трістан ап Меліодас |

## Український дубляж
Переклад — Олег Колесніков
Режисер дубляжу — Павло Скороходько
Звукорежисер — Олександр Мостовенко
Звукорежисер перезапису — Дмитро Мялковський
Ролі дублювали: Сергій Могилевський, Андрій Твердак, Кирило Микитенко, Роман Чорний, Олена Борозенець, Дмитро Гаврилов, Олесь Гимбаржевський, Михайло Жонін, Андрій Самінін.

## Виробництво
Зйомки фільму почались 10 березня 2015 року.

## Випуск
Спочатку американська дата виходу стрічки була запланована на 22 липня 2016 року, але 21 грудня 2015 року компанія «Warner Bros.» перенесла її на 17 лютого 2017 року. Згодом вона була перенесена на 24 березня 2017 року, і ще пізніше — на 12 травня 2017 року.
У липні 2016 року назва фільму «Лицарі Круглого столу: Король Артур» (англ. Knights of the Roundtable: King Arthur) була змінена на «Король Артур: Легенда меча» (англ. King Arthur: Legend of the Sword).